# Карузи (провинция)
Карузи е една от 18-те провинции на Бурунди. Обхваща територия от 1457 km2.
При разследване на етнически конфликт от средата на 20 век назначената комисия открива в провинция Карузи масови гробове с над 6000 тела.

## Общини
Провинция Карузи включва седем общини:
- община Бугенюзи
- община Бухига
- община Гихогази
- община Гитарамука
- община Мутумба
- община Нябикере
- община Шомбо